# Remigia latiorata
Remigia latiorata là một loài bướm đêm trong họ Erebidae.